# Ponto de Lebesgue
Em matemática, sobretudo na teoria da medida, um ponto de Lebesgue é um ponto do domínio de uma função mensurável onde a função satisfaz um critério de regularidade.

## Definição
Seja {\displaystyle f:E\to \mathbb {R} \,} uma função mensurável. Um ponto {\displaystyle x\in E\,} é dito ponto de Lebesgue se
{\displaystyle \lim _{r\rightarrow 0^{+}}{\frac {1}{|B(x,r)|}}\int _{B(x,r)}\!|f(y)-f(x)|\,dy=0.}
Onde, {\displaystyle B(x,r)\,} é a bola de centro {\displaystyle x\,} e raio {\displaystyle r\,}, e {\displaystyle |B(x,r)|\,} é a medida de Lebesgue da bola.
O teorema da diferenciação de Lebesgue afirma que se uma função é localmente integrável então os pontos de Lebesgue formam um conjunto de medida plena no domínio.